# Эвилар
Эвилар (нем. Evilard) — коммуна в Швейцарии, в кантоне Берн.
Входит в состав округа Биль. Население составляет 2333 человека (на 31 декабря 2006 года). Официальный код — 0372.

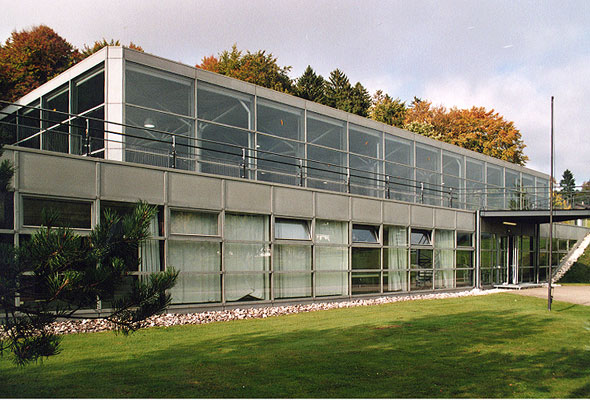
Эвилар